# 사일러스 매너

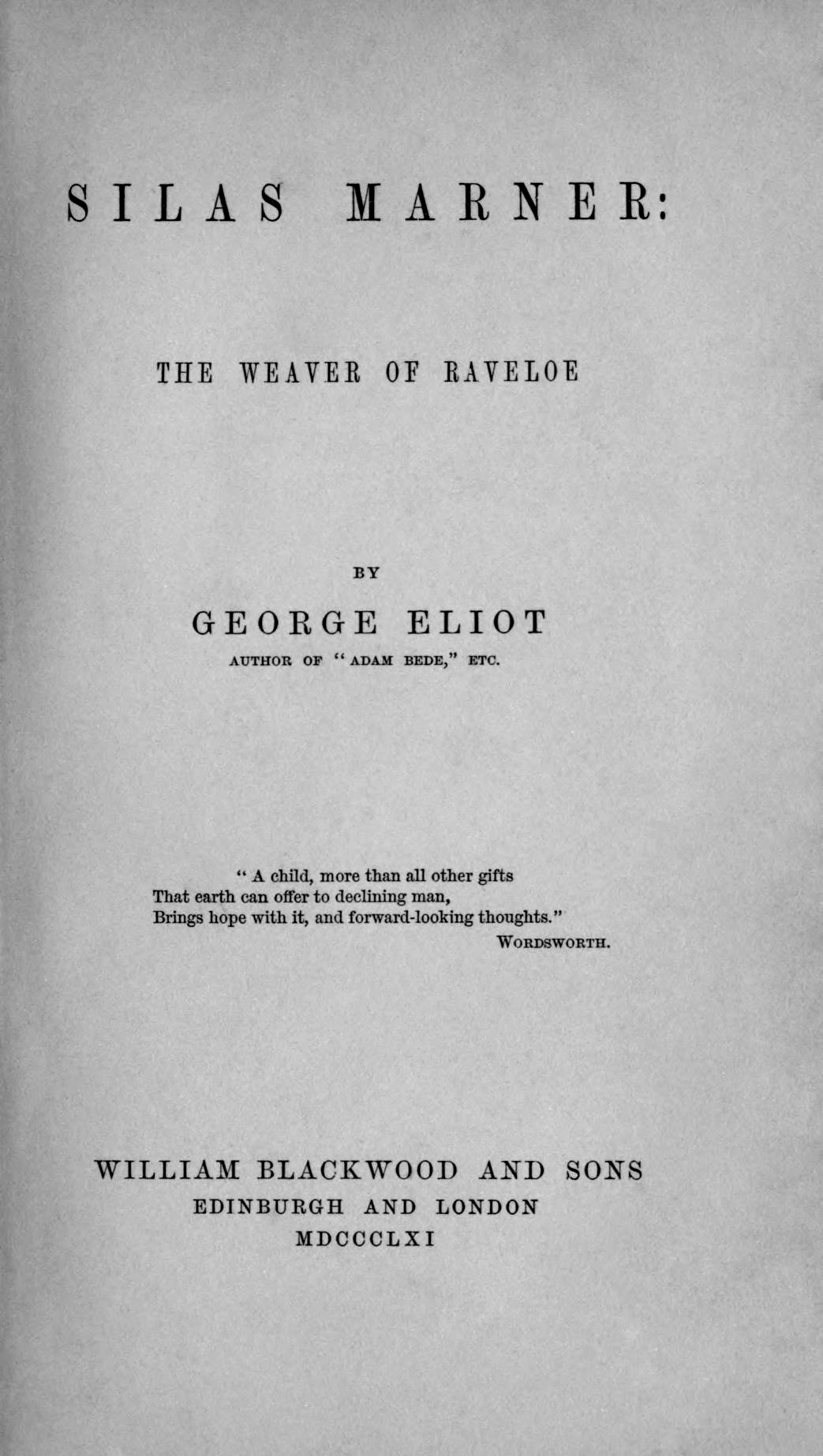

사일러스 매너(Silas Marner, 1861년)는 조지 엘리엇 작 중편소설이다. 18세기 후반에서 나폴레옹 전쟁 후인 19세기 초를 배경으로, 작가 조지 엘리엇이 자신의 어린 시절 보았던 등짐을 진 아마포 직조공을 그린 작품이다. 작가의 표현을 빌리자면 ‘그저 하찮은 수수 알 같은 생각에서 나온 옛날 농촌생활 이야기’다. 이 작품은 조지 엘리엇의 작품 중에서 길이가 짧은 편에 속하지만, 동화적인 ‘사일러스 마너’의 플롯과 사실적인 ‘고드프리 캐스’의 플롯이 어우러진, 형식 면에서나 내용 면에서 매우 짜임새 있는 원숙한 작품으로 평가받고 있다.
친구와 연인에게 배신을 당한 직공(職工) 사일러스는 신(神)도 인간도 못 믿게 되어, 마을에서 떨어진 구석진 집에서 다만 돈을 모으는 것만이 사는 보람이라고 생각했으나 그 돈마저 빼앗겨 허탈상태에 빠진다. 그러나 그의 집에 길을 잃고 들어온 소녀인 에피를 길러가는 가운데 인간적인 심정을 되찾아 행복하게 된다는 이야기이다.
작가 엘리엇은 인간이 자기의 과거나 주위와 단절된다면 반드시 당황할 것이다라는 주장을 가지고 있었다. 사일러스의 절망과 갱생의 과정은 이 신조의 체현(體現)인 것이다. 옛 이야기처럼 보이는 이 스토리를 생생하게 만들고 있는 것은 소박한 사일러스와 마을 사람들의 사실적 심정묘사 때문이다.
도덕 및 예술에 관한 뛰어난 지적 관심으로 20세기 작가의 선구적 역할을 수행한 것으로 평가되고 있는 조지 엘리엇은 ≪사일러스 마너≫를 통해 자연의 갱생력과 ‘어린이는 어른의 아버지’라는 믿음을 사실적이면서도 동화적인 도덕적 우화로 형상화하였다. 독자들은 이 발췌본을 통해 시간을 절약하면서도 조지 엘리엇의 짜임새 있는 구성과 섬세한 심리묘사를 맛볼 수 있다.